# Ostre serce płucne
Ostre serce płucne (ostry zespół płucno-sercowy, łac. cor pulmonale acutum, ang. acute pulmonary heart disease) – zespół objawów wywołany nagłym wzrostem ciśnienia krwi w krążeniu małym.

## Etiologia
Zazwyczaj przyczyną są zatory tętnic płucnych powstałe na skutek oderwania się zakrzepów uformowanych w żyłach dużego obiegu krwi lub w prawej komorze serca, znacznie rzadziej tłuszczowe lub powietrzne. Są one częstym powikłaniem poporodowym i pooperacyjnym (szczególnie operacji w obrębie miednicy mniejszej). Inne przyczyny obejmują:
- długi napad astmy oskrzelowej
- wentylowa odma opłucnowa
- gwałtownie postępujące zmiany zapalne lub nowotworowe płuc
- ciężki wysięk opłucnowy.

Powyższe choroby zazwyczaj nie doprowadzają na tyle szybko do powstania nadciśnienia płucnego, w większości przypadków wywołują inny stan – podostre serce płucne.

## Patogeneza
Ciężkość choroby zależy od wielkości zatoru i skurczu drożnych naczyń płucnych. Wskutek zaburzeń hemodynamicznych zmniejsza się wyrzut serca i dopływ krwi do lewego przedsionka, maleje wysycenie krwi tętniczej tlenem, ciśnienie krwi w prawym sercu i żyłach obwodowych maleje. Powstaje niedokrwienie mięśnia sercowego (może go potęgować skurcz naczyń wieńcowych z powodu podrażnienia nerwu błędnego, tzw. odruch płucno-wieńcowy).

## Czynniki ryzyka
- Długotrwałe unieruchomienie w łóżku
- czerwienica
- żylaki kończyn dolnych
- niewydolność krążenia[1].

## Objawy

### Obraz kliniczny
Masywna niedrożność tętnic płucnych zazwyczaj wywołuje nagłą śmierć poprzedzoną objawami gwałtownie narastającej duszności, bólem w klatce piersiowej i lękiem. Do innych objawów należą: nagle pojawiająca się sinica oraz ekstremalny spadek ciśnienia tętniczego. Mniejszy zator może dawać słabsze objawy, mimo to często prowadzi do zgonu chorego.

P pulmonale

### EKG
- Wysoki, ostro zakończony załamek P w odprowadzeniach II i III (P pulmonale)
- Blok prawej odnogi pęczka Hisa
- Głęboki załamek S w odprowadzeniu I (zazwyczaj z współistniejącym załamkiem Q w odprowadzeniu III)
- Ujemny załamek T w odprowadzeniach nadkomorowych
- Czasami zaburzenia rytmu serca (częstoskurcz nadkomorowy, migotanie lub trzepotanie przedsionków)

### Badanie fizykalne
- Objawy niewydolności prawokomorowej serca
  - nadmiernie wypełnienie żył szyjnych
  - hepatomegalia (i związany z nią ból w nadbrzuszu)
- Skrócenie odgłosu opukowego i osłabienie szmerów oddechowych nad chorym płucem
- Tachykardia
- Wzmożona akcentacja drugiego tonu nad tętnicą płucną[1].

## Leczenie i rokowanie
Leczenie opiera się na podawaniu:
- leków przeciwzakrzepowych i fibrynolitycznych
- silnych analgetyków
- środków nasercowych
- tlenu.

Ważne jest też zwalczanie wstrząsu. Szybko przeprowadzona embolektomia może uratować chorego.
Rokowanie niepomyślne. W przypadku wystąpienia wstrząsu większość przypadków choroby kończy się śmiercią. Małe zatory są mniej niebezpieczne, lecz mogą zwiastować wystąpienie groźniejszego zatoru.